# Charon (groupe)
Pour les articles homonymes, voir Charon.
Charon est un groupe de metal gothique finlandais, originaire de Raahe.

## Biographie
Charon est formé en 1992 par Antti Karihtala, Teemu Hautamäki, Pasi Sipilä, et Jasse Hast, à l'origine en tant que groupe de death metal brutal,. Le groupe donne par la suite dans le heavy metal, avec des influences goth rock, basé sur un mélange de mélodies et d'atmosphères, créant ainsi un style mélancolique qui leur est propre. Après trois albums promotionnels et deux démos, tous auto-produits, le groupe conclut un premier contrat avec Emanzipation Productions. Charon lancent leur premier album Sorrowburn en 1998. Le suivant, Tearstained, est lancé par le label danois Diehard Records en 2000. Après une tournée avec Sentenced au printemps 2000, ils signent avec le label de heavy metal Spinefarm Records.
Charon fait appel aux services de Mikko Karmila pour leur troisième album Downhearted (2002). Le single Little Angel est alors un succès commercial majeur pour le groupe, se haussant à la cinquième place des classements finlandais en décembre 2001. À sa sortie, Downhearted s'élevait troisième des palmarès finlandais. 
Après une tournée avec deux des groupes de metal symphonique les plus populaires en Europe, Nightwish et After Forever, Charon se retrouve deux fois de plus au top des palmarès dans leur pays d'origine, avec In Trust of No One (#1) et Religious/Delicious (#8). Ces deux chansons se retrouvent sur l'album The Dying Daylights, qui est enregistré aux studios Finnvox de Helsinki, toujours avec Mikko Karmila,. The Dying Daylights est publié en 2003 et se retrouve en 16e position pour les ventes d'album en Finlande. Après cet album, le guitariste Jasse von Hast quitte le groupe. Il est remplacé par Lauri Tuohimaa avec qui ils produiront l'album Songs for the Sinners en 2005, qui se retrouve rapidement en tête des charts finlandais, avec ses deux singles In Trust of No One et Colder, tous deux accompagnés de vidéoclips. 
Le 7 novembre 2008, le groupe annonce sur son site officiel que 15 nouveaux morceaux sont écrits et qu'ils ont de quoi « botter le cul »[réf. nécessaire]. Un nouvel album (le sixième du groupe) est donc prévu pour 2009. En 2011, le groupe annonce sa séparation après quelques concerts en été.

## Membres

### Derniers membres
- Teemu Hautamäki – basse (1992-2011), chant (1992-1995)[2]
- Antti Karihtala – batterie (1992-2011)[2]
- Juha-Pekka Leppäluoto – chant (1995-2011)[2]
- Lauri Tuohimaa – guitare (2003-2011)[2]

### Anciens membres
- Marco Sneck – clavier[2]
- Pasi Sipilä – guitare (1992-2010)[2]
- Jasse von Hast – guitare (1992-2003)[2]

## Discographie
- 1998 : Sorrowburn
- 2000 : Tearstained
- 2001 : Downhearted
- 2003 : The Dying Daylights
- 2005 : Songs For the Sinners